# Riforme De' Stefani

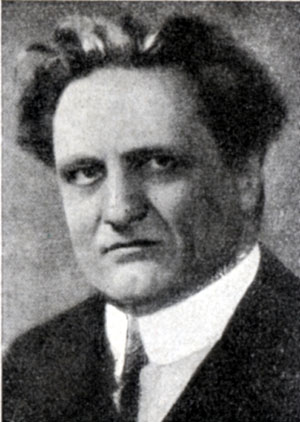
Il ministro Alberto de' Stefani

Le cosiddette riforme De' Stefani, dal nome del ministro delle finanze del governo Mussolini Alberto de' Stefani, che le elaborò e le attuò nel 1923, furono delle riforme liberiste iscritte nella prima fase del fascismo (novembre 1922 e 1923).

## Le riforme
Le riforme ebbero come obiettivo:
1. l'accorpamento o fusione di alcuni ministeri affini: ad esempio i ministeri economici furono organizzati in un unico dicastero dell'Economia nazionale; due ministeri finanziari ridotti al solo Ministero delle finanze; le Poste e telegrafi, il Commissariato per la Marina mercantile e quello straordinario per le Ferrovie furono unificate nel nuovo Ministero delle comunicazioni e posto a capo di tre aziende autonome: Poste e telegrafi, Telefonia interurbana e Ferrovie.
2. eliminazione delle cosiddette "bardature di guerra" sorte appunto durante il primo conflitto mondiale, con soppressione dei ministeri minori.
3. smobilitazione amministrativa cioè epurazione (non necessariamente un termine politico dispregiativo) del personale esorbitante seguita dal 1926 in poi dal blocco ripetuto annualmente delle assunzioni dei ministeri.[3]
4. spostamento delle ragionerie centrali dei ministeri sotto il controllo gerarchico di carriera della Ragioneria generale dello Stato.
5. riforma dell'ordinamento gerarchico delle amministrazioni sul modello militare e nuova legge sullo stato giuridico dei dipendenti per spingere i "contagi" con il rapporto di lavoro privato; irrigidimento delle carriere in tre gruppi (A,B,C) e in tredici gradi gerarchici.
6. conferimento dell'intera materia del pubblico impiego alla giurisdizione esclusiva del Consiglio di Stato.

Questa riforma, benché frutto del governo fascista, condivideva una visione tradizionale quasi ottocentesca della burocrazia con una sorta di autoritarismo fatto proprio dal fascismo ma condivisa nel sistema di valori diffusi nella società ben prima del fascismo stesso.
Paradossalmente la burocrazia più tradizionale, nonostante questa riforma dichiaratamente anti-burocratica, non uscì affatto sconfitta ma rafforzata.